# Pochodna zupełna
Pochodna funkcji {\displaystyle f\colon \mathbb {R} ^{n}\to \mathbb {R} ^{m}} w punkcie {\displaystyle a} albo różniczka funkcji {\displaystyle f\colon \mathbb {R} ^{n}\to \mathbb {R} ^{m}} w punkcie {\displaystyle a} to przekształcenie liniowe {\displaystyle L\colon \mathbb {R} ^{n}\to \mathbb {R} ^{m}} będące najlepszym liniowym przybliżeniem przyrostu funkcji {\displaystyle f} w punkcie {\displaystyle a.}
W matematyce i naukach ją wykorzystujących szczególnie ważne są funkcje postaci {\displaystyle f\colon \mathbb {R} ^{n}\to \mathbb {R} ,} ponieważ można zdefiniować ich ekstremum. Pochodne takich funkcji służą do szukania ich ekstremum.

## Definicja
Niech {\displaystyle U\subset \mathbb {R} ^{n}} będzie zbiorem otwartym. Powiemy, że funkcja {\displaystyle f\colon U\to \mathbb {R} ^{m}} jest różniczkowalna w punkcie {\displaystyle a\in U} jeżeli istnieje przekształcenie liniowe {\displaystyle L\colon \mathbb {R} ^{n}\to \mathbb {R} ^{m}} takie, że
{\displaystyle \lim _{h\to 0}{\frac {f(a+h)-f(a)-Lh}{\|h\|}}=0.}
Przekształcenie liniowe {\displaystyle L} nazywamy pochodną funkcji {\displaystyle f} w punkcie {\displaystyle a} albo różniczką funkcji {\displaystyle f} w punkcie {\displaystyle a} i oznaczamy {\displaystyle Df(a),\ df(a),\ d_{a}f} lub podobnie.
Równoważnie funkcja {\displaystyle f} jest różniczkowalna w punkcie {\displaystyle a} jeżeli jej przyrost w tym punkcie można przedstawić w postaci:
{\displaystyle f(a+h)-f(a)=Lh+r(h),}
gdzie reszta {\displaystyle r} ma własność
{\displaystyle \lim _{h\to 0}{\frac {r(h)}{\|h\|}}=0.}
Stąd wynika, że różniczka to najlepsze możliwe liniowe przybliżenie przyrostu funkcji.

## Terminologia i notacja
W przypadku funkcji {\displaystyle f:\mathbb {R} \to \mathbb {R} } tradycyjnie rozróżnia się pochodną funkcji i różniczkę funkcji. W przypadku funkcji {\displaystyle f:\mathbb {R} ^{n}\to \mathbb {R} ^{m}} literatura matematyczna z reguły nie rozróżnia tych terminów i stosuje je wymiennie. Przykładowo Michael Spivak w Analizie na rozmaitościach przekształcenie liniowe {\displaystyle L} z powyższej definicji oznacza {\displaystyle Df(a)} i nazywa pochodną (ang. derivative) funkcji {\displaystyle f} w punkcie {\displaystyle a}, podczas gdy Wojciech Wojtyński w Grupach i Algebrach Liego oznacza je {\displaystyle d_{a}f} i nazywa różniczką funkcji {\displaystyle f} w punkcie {\displaystyle a}. Wojciech Wojtyński pochodną funkcji różniczkowalnej {\displaystyle f:\mathbb {R} ^{n}\to \mathbb {R} ^{m}} nazywa funkcję {\displaystyle f'} z {\displaystyle \mathbb {R} ^{n}} w przestrzeń przekształceń liniowych z {\displaystyle \mathbb {R} ^{n}} w {\displaystyle \mathbb {R} ^{m}} daną wzorem 
{\displaystyle f'(x):=d_{x}f.}
Pochodna zupełna to termin, który pojawia się w literaturze fizycznej oznaczający tam pochodną złożenia {\displaystyle f\circ g:\mathbb {R} \to \mathbb {R} }, postaci 
{\displaystyle (f\circ g)(t)=f(g_{1}(t),g_{2}(t),\ldots ,g_{n}(t),t)}
i podobnych złożeń. Pochodna tego złożenia jest równa 
{\displaystyle {\frac {d(f\circ g)}{dt}}(a)=\sum _{i=1}^{n+1}{\frac {\partial f}{\partial x_{i}}}(g(a)){\frac {dg_{i}}{dt}}(a)=\sum _{i=1}^{n}{\frac {\partial f}{\partial x_{i}}}(g(a)){\frac {dg_{i}}{dt}}(a)+{\frac {\partial f}{\partial x_{n+1}}}(g(a)).}
W notacji fizycznej powyższy wzór jest zapisywany 
{\displaystyle {\frac {df}{dt}}=\sum _{i=1}^{n}{\frac {\partial f}{\partial x_{i}}}{\frac {dx_{i}}{dt}}+{\frac {\partial f}{\partial t}}.}
lub podobnie.

## Pochodna jako funkcja
Niech {\displaystyle U\subset \mathbb {R} ^{n}} będzie zbiorem otwartym. Powiemy, że funkcja {\displaystyle f\colon U\to \mathbb {R} ^{m}} jest różniczkowalna, jeżeli jest różniczkowalna w każdym punkcie {\displaystyle a\in U.} Funkcja różniczkowalna {\displaystyle f\colon U\to \mathbb {R} ^{m}} indukuje odwzorowanie {\displaystyle Df} z {\displaystyle U} w przestrzeń przekształceń liniowych z {\displaystyle \mathbb {R} ^{n}} w {\displaystyle \mathbb {R} ^{m}} dane wzorem
{\displaystyle x\mapsto Df(x),}
które nazywamy pochodną funkcji {\displaystyle f} albo różniczką funkcji {\displaystyle f.}

## Własności
- Różniczka jest operatorem liniowym:

{\displaystyle D(\alpha f+\beta g)(a)=\alpha Df(a)+\beta Dg(a).}
- Zachodzi reguła łańcuchowa:

{\displaystyle D(f\circ g)(a)=Df(g(a))\circ Dg(a),}
o ile złożenia mają sens.
- Jeżeli {\displaystyle f\colon \mathbb {R} ^{n}\to \mathbb {R} } jest różniczkowalne w punkcie {\displaystyle a\in \mathbb {R} ^{n}} to

{\displaystyle Df(a)v={\frac {\partial f}{\partial v}}(a),}
gdzie po prawej stronie stoi pochodna kierunkowa.

## Macierz pochodnej
Różniczka jest (z definicji) przekształceniem liniowym, a zatem jest sens rozważać jej macierz. Jeżeli {\displaystyle f=(f_{1},\dots ,f_{m}),} gdzie {\displaystyle f_{i}:=\pi _{i}\circ f\colon \mathbb {R} ^{n}\to \mathbb {R} ,i=1,\dots ,m} to złożenia rzutowań {\displaystyle \pi _{i}(x_{1},\dots ,x_{m}):=x_{i}} z funkcją {\displaystyle f,} to macierz różniczki {\displaystyle Df(a)} jest postaci
{\displaystyle [Df(a)]={\begin{bmatrix}\left[Df_{1}(a)\right]\\\vdots \\\left[Df_{m}(a)\right]\end{bmatrix}}.}
Jeżeli {\displaystyle f\colon \mathbb {R} ^{n}\to \mathbb {R} } jest różniczkowalna w punkcie {\displaystyle a} to macierz jej różniczki w bazie standardowej {\displaystyle \mathbb {R} ^{n}} jest postaci
{\displaystyle [Df(a)]=\left[{\frac {\partial f}{\partial x_{1}}}(a),\dots ,{\frac {\partial f}{\partial x_{n}}}(a)\right].}
Jeżeli {\displaystyle f\colon \mathbb {R} ^{n}\to \mathbb {R} ^{m}} jest różniczkowalne w punkcie {\displaystyle a} to macierz jej różniczki w bazach standardowych {\displaystyle \mathbb {R} ^{n}} i {\displaystyle \mathbb {R} ^{m}} jest postaci
{\displaystyle [Df(a)]={\begin{bmatrix}{\frac {\partial f_{1}}{\partial x_{1}}}(a)&\ldots &{\frac {\partial f_{1}}{\partial x_{n}}}(a)\\\vdots &&\vdots \\{\frac {\partial f_{m}}{\partial x_{1}}}(a)&\ldots &{\frac {\partial f_{m}}{\partial x_{n}}}(a)\end{bmatrix}}.}
Reguła łańcuchowa przenosi się na macierz różniczki:
{\displaystyle [D(f\circ g)(a)]=[Df(g(a))]\cdot [Dg(a)].}

## Przykłady
(1) Rozważmy funkcję {\displaystyle f\colon \mathbb {R} ^{2}\to \mathbb {R} ^{2}} daną wzorem
{\displaystyle f(x,y):=(x^{2}y^{3},x^{2}y).}
Jej różniczka ma w bazach standardowych macierz
{\displaystyle [Df(x,y)]={\begin{bmatrix}2xy^{3}&3x^{2}y^{2}\\2xy&x^{2}\end{bmatrix}}}
i jest dana wzorem
{\displaystyle Df(x,y)(h_{1},h_{2})={\begin{bmatrix}2xy^{3}&3x^{2}y^{2}\\2xy&x^{2}\end{bmatrix}}{\begin{bmatrix}h_{1}\\h_{2}\end{bmatrix}}.}
(2) Jeżeli funkcja {\displaystyle f\colon \mathbb {R} ^{n}\to \mathbb {R} } jest różniczkowalna w punkcie {\displaystyle a} to jej różniczka w tym punkcie jest dana wzorem
{\displaystyle Df(a)(h_{1},\dots ,h_{n})=\sum _{i=1}^{n}{\frac {\partial f}{\partial x_{i}}}(a)h_{i}.}
(3) Przykładowo różniczka funkcji {\displaystyle f\colon \mathbb {R} ^{2}\to \mathbb {R} } danej wzorem
{\displaystyle f(x,y):=x^{2}y^{3}}
jest dana wzorem
{\displaystyle Df(x,y)(h_{1},h_{2})=2xy^{3}h_{1}+3x^{2}y^{2}h_{2}}
i w punkcie {\displaystyle (1,2)} na wektorze {\displaystyle (3,4)} wynosi
{\displaystyle Df(1,2)(3,4)=2\cdot 1\cdot 2^{3}\cdot 3+3\cdot 1^{2}\cdot 2^{2}\cdot 4=16\cdot 3+12\cdot 4=48+48=96.}
(4) Niech {\displaystyle \pi ^{i}\colon \mathbb {R} ^{n}\to \mathbb {R} ,\ i=1,\dots ,n} oznaczają rzutowania na {\displaystyle i}-tą współrzędną względem bazy standardowej {\displaystyle \mathbb {R} ^{n},} tzn.
{\displaystyle \pi ^{i}(x_{1},\dots ,x_{n}):=x_{i}.}
Rzutowania są funkcjami różniczkowalnymi i ich różniczki są dane wzorem
{\displaystyle D\pi ^{i}(a)(h_{1},\dots ,h_{n})=h_{i}}
dla każdego {\displaystyle a\in \mathbb {R} ^{n}.}
(5) Łącząc punkt (2) i (4) widzimy, że różniczkę funkcji {\displaystyle f\colon \mathbb {R} ^{n}\to \mathbb {R} } (jeżeli istnieje) możemy zapisać w postaci
{\displaystyle Df(a)=\sum _{i=1}^{n}{\frac {\partial f}{\partial x_{i}}}(a)D\pi ^{i}}
(dla prostoty oznaczeń piszemy {\displaystyle D\pi ^{i}} zamiast {\displaystyle D\pi ^{i}(a)}).
(6) Oznaczając pochodną funkcji {\displaystyle f\colon \mathbb {R} ^{n}\to \mathbb {R} } w punkcie {\displaystyle a} przez {\displaystyle df(a),} a pochodne {\displaystyle D\pi ^{i}} przez {\displaystyle dx^{i}} możemy nadać wzorowi z poprzedniego punktu klasyczną formę
{\displaystyle df(a)=\sum _{i=1}^{n}{\frac {\partial f}{\partial x_{i}}}(a)dx^{i}.}
(7) W przypadku funkcji {\displaystyle f\colon \mathbb {R} \to \mathbb {R} } wzór z poprzedniego punktu sprowadza się do wzoru
{\displaystyle df(a)=f'(a)dx.}
W przypadku funkcji {\displaystyle f\colon \mathbb {R} \to \mathbb {R} } pojęcia pochodnej (w elementarnym sensie) i różniczki różnią się. Jest to jednak różnica tylko pozorna, gdyż każdej pochodnej {\displaystyle f'(a)} odpowiada różniczka {\displaystyle f'(a)dx} a każdej różniczce {\displaystyle f'(a)dx} odpowiada pochodna {\displaystyle f'(a).}

## Uogólnienia
Pochodna funkcji {\displaystyle f\colon \mathbb {R} ^{n}\to \mathbb {R} ^{m}} ma wiele daleko idących uogólnień. Są to m.in. pochodna Frecheta i pochodna Gateaux. W przypadku gdy m=1 (tzn. w przypadku funkcji {\displaystyle f\colon \mathbb {R} ^{n}\to \mathbb {R} }) pochodna ma bardzo głębokie uogólnienie w postaci {\displaystyle k}-formy różniczkowej.